# Rocco Caccavari
Rocco Caccavari (Girifalco, 22 dicembre 1938 – Parma, 22 gennaio 2021) è stato un politico italiano.

## Biografia
Laureato in medicina, è il primo responsabile nel 1976 del Servizio per le Tossicodipendenze di Parma dopo la legge 685/75. Primario di Medicina interna, ha collaborato per anni con il Ministero dell'Interno e della Sanità in qualità di consulente.
Impegnato in politica con il Partito Comunista Italiano, diventa Consigliere comunale a Parma nel 1980, restando in carica per 14 anni. Nel 1992 viene eletto alla Camera dei deputati con il Partito Democratico della Sinistra, venendo confermato anche nel 1994 e poi nel 1996. Sono legate al suo nome in particolare la legge sul riordino del sistema termale del 2000, la legge 125/2001 su alcolismo e patologie correlate e la legge 130/2001 sulla cremazione delle salme e dispersione delle ceneri. Termina il mandato parlamentare nel 2001, in rappresentanza dei DS.
Ha fondato l'Associazione "Marino Savini" per la difesa della Sanità Pubblica e la Società di Cremazione SO.CREM di Parma.
È stato presidente di "Natura-Dèi-Teatri", associazione del Teatro Lenz Rifrazioni di Parma che organizza tra l'altro un importante Festival con spettacoli interpretati da attrici e attori sensibili con vissuti difficili per disagi fisici e psichici.
È stato componente della giuria che assegna ogni anno il premio letterario nazionale "Flaminio Musa" per medici scrittori italiani.
È morto il 22 gennaio 2021, all'età di 82 anni.